# Vigonovo
Vigonovo est une commune italienne de la ville métropolitaine de Venise dans la région Vénétie en Italie.

## Administration
| Période                                  | Période | Identité | Étiquette | Qualité |
| ---------------------------------------- | ------- | -------- | --------- | ------- |
|                                          |         |          |           |         |
| Les données manquantes sont à compléter. |         |          |           |         |

### Communes limitrophes
Fossò, Noventa Padovana, Padoue, Sant'Angelo di Piove di Sacco, Saonara, Stra

## Personnalités
- Roberto Pagnin
- Bruno Zanin